# Geospiza
Geospiza är ett fågelsläkte i familjen tangaror inom ordningen tättingar. Släktet omfattar numera nio arter som enbart förekommer på Galápagosöarna:
- Mindre darwintangara (G. fuliginosa)
- Större darwintangara (G. magnirostris)
- Vampyrtangara (G. septentrionalis)
- Genovesatangara (G. acutirostris)
- Vassnäbbad tangara (G. difficilis)
- Mindre kaktustangara (G. scandens)
- Mellandarwintangara (G. fortis)
- Españolatangara (G. conirostris)
- Större kaktustangara (G. propinqua)

Vissa inkluderar Camarhynchus i Geospiza.

## Namn
Artena i släktet tillhör en grupp fåglar som traditionellt kallas darwinfinkar. För att betona att de inte tillhör familjen finkar utan är istället finkliknande tangaror justerade BirdLife Sveriges taxonomikommitté 2020 deras namn i sin officiella lista över svenska namn på världens fågelarter.